# Venâncio Aires
Venâncio Aires es un municipio brasileño del estado de Rio Grande do Sul. Era parte originalmente del municipio de Santo Amaro. Fue separado el día 30 de abril de 1891. El aniversario de la ciudad se celebra el día 11 de mayo.
Su población estimada para el año 2004 era de 61.234 habitantes. Ocupa una superficie de 728,45 km².
- Datos: Q983517
- Multimedia: Venâncio Aires / Q983517